# Smederevska Palanka (općina)

Grad Smederevska Palanka je gospodarski, kulturni i administrativni centar istoimene općine. Na udaljenosti od oko 70 km od Smederevske Palanke nalaze se, pored Beograda, pet velikih industrijskih centara, što pruža izvanredne mogućnosti za gospodarski razvoj, kulturni razvoj, razvoj pojedinih sportskih grana i opći društveni razvoj. U administrativnom smislu općina Smederevska Palanka pripada Podunavskoj regiji, koja s istoka granici s općinom Velika Plana, sa sjevera s općinom Smederevo, s jugozapada s općinom Topola , sa zapada s općinom Mladenovac- Grad Beograd i s juga s općinom Rača. Površina općine iznosi 422 km² i po veličini je četrdesetdruga u Republici Srbiji. Smederevsku Palanku nazivaju i administrativnim centrom Donje Jasenice, kako zbog svoje veličine, tako i zbog institucija koje su smještene u gradu, a imaju nadležnost za veći broj općina.
Općina Smederevska Palanka ima 17 sela i ukupno oko 60.000 stanovnika. Sam grad Palanka ima oko 30.000 stanovnika. Općina Smederevska Palanka nalazi se u slijevu rijeke Jasenice, te pripada regiji pod imenom Donja Jasenica. 
Sela palanačke općine su: Azanja, Baničina, Bašin, Bačinac, Vodice, Vlaški Do, Glibovac, Golobok, Grčac, Kusadak, Mala Plana, Mramorac, Pridvorice, Ratari, Selevac, Stojačak i Cerovac. Najveće selo u općini je Kusadak.